# Ali Abdi
Ali Abdi, född 20 december 1993 i Sfax, är en tunisisk fotbollsspelare som spelar för franska Caen och Tunisiens landslag.

## Klubbkarriär
Den 21 juli 2021 värvades Abdi av franska Caen, där han skrev på ett tvåårskontrakt. I augusti 2022 förlängde Abdi sitt kontrakt i klubben fram till 2026.

## Landslagskarriär
Abdi debuterade för Tunisiens landslag den 25 mars 2021 i en 5–2-vinst över Libyen, där han blev inbytt i den 63:e minuten mot Oussama Haddadi. Abdi har varit en del av Tunisiens trupp vid Afrikanska mästerskapet 2021 och VM 2022 i Qatar.